# Anas eatoni
Anas eatoni е вид птица от семейство Патицови (Anatidae). Видът е световно застрашен, със статут Уязвим.

## Разпространение
Видът е разпространен във Френски южни и антарктически територии.